# 最终幻想III (2006年游戏)
《最终幻想III》是一款任天堂DS平台的角色扮演电子游戏，也是1990年红白机游戏《最终幻想III》的重制版。该游戏由Matrix Software开发，2011年3月24日在iOS平台发布。随后又于2012年3月12日在Android平台发布，2012年9月下旬在PlayStation Portable平台发布（日本以外地区通过PlayStation Network以下载形式提供），2014年在西方国家通过Steam发布Windows移植版，2020年在日本发布时也进行了进一步更新。

## 剧情

游戏3D重制版的主要角色。

在重制中，《最终幻想III》的原始故事情节被保留，但做出了一些改动，包括主要角色得到了更充分的发展、更加丰满，并拥有独特的外貌（由吉田明彦设计）、背景故事、个性和名字：
鲁内斯（Luneth），象征勇气，一个在乌尔村长大的冒险孤儿男孩；阿尔库（Arc），象征善良，鲁内斯的儿时好友，一个胆小但聪明的年轻人；雷菲亚（Refia），象征爱，一个在卡祖斯村长大的女孩，厌倦了父亲的铁匠训练，经常离家出走；印古斯（Ingus），象征决心，一个忠诚的士兵，为萨苏恩国王（Sasune）效力，对公主莎拉（Sara）有着（相互的）好感。

## 开发
在为WonderSwan Color重制游戏失败后，史克威尔与其前竞争对手艾尼克斯合并，于2003年成立史克威尔艾尼克斯。之后该公司发布声明，保证已经承诺的重制版不会被完全遗忘。而同一时期也有猜测说本作可能会像其前作一样，登陆索尼的PlayStation或任天堂的Game Boy Advance平台。史克威尔艾尼克斯曾考虑将游戏移植到PlayStation 2上，但最终被任天堂说服为他们的新掌上系统任天堂DS开发该游戏，这一决定后来因任天堂DS的商业成功而得到积极的肯定。《最终幻想III》重制版于2004年10月首次公布，但一年之后才有详细信息浮出水面。田中弘道担任该项目的执行制作人兼游戏总监。由于这次重制不仅仅是像《最终幻想》和《最终幻想II》的重制版那样进行图形更新，而是利用任天堂DS的3D功能进行全面改造，因此需要他的指导和监督。除了3D图形外，游戏还制作了全动态视频的开场动画，类似于PlayStation的2D最终幻想游戏移植版中的场景。这款游戏的编程由开发商Matrix Software负责。

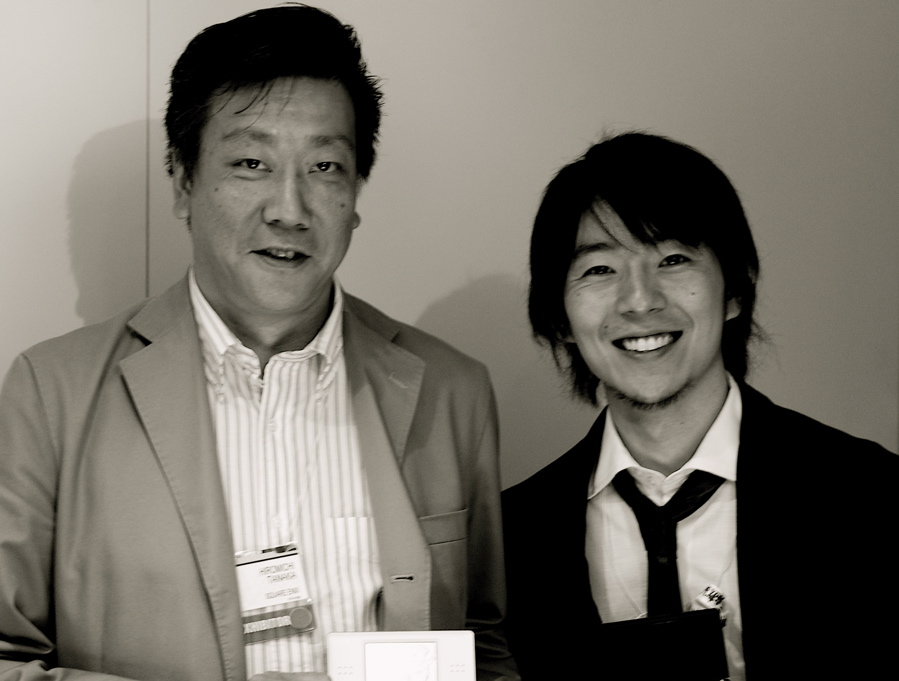
田中弘道和浅野智也

这款重制版游戏由浅野智也制作，由史克威尔艾尼克斯和Matrix Software联合开发。相場良祐（《最终幻想XI》）担任艺术总监，吉田昭彦（《最终幻想XII》）为原始角色重新设计了3D版本，并设计了新的可玩角色的外观。原本通用且无名的队伍角色被赋予了更具体的性格、新的个性和背景故事，并添加了额外的场景以发展他们的个性。不过主线剧情没有太大改变。除了这四个角色之外，其他角色（称为“次要角色”）也会像原作一样暂时加入队伍。然而与原作不同的是，这些角色可能会随机参加战斗。
《最终幻想III》重制版重新设计了职业系统，平衡了各个职业，添加了新能力，并新增了一个名为“自由人”的职业取代了“洋葱骑士”作为游戏开始时的默认职业（“洋葱骑士”仍作为隐藏职业保留）。重制版还包括新事件、新水晶和地牢，并移除了能力点数。与原版红白机版本不同的是，大多数职业在整个游戏过程中都保持有用。终极职业——忍者和贤者——以及一些较少使用的职业，如风水师，被重新设计为拥有与战士相同级别的能力。另一个新增内容是只有角色完全掌握某项职业后，才会获得特殊的职业专属物品。
每个角色在转换职业时都会受到短暂的小惩罚，以取代能力点数。此惩罚会降低角色接下来零到十场战斗的统计数据。这段时间被称为“职业转换阶段”，其长度取决于新旧职业的相似程度以及角色对新职业的熟练程度。
《最终幻想III》重制版使用任天堂DS的Wi-Fi功能，允许玩家向其他人发送电子邮件以解锁支线任务。玩家还可以向游戏中的各种角色以及其他玩家发送邮件。游戏还提供了中断保存选项，玩家可以关闭DS并在重新打开后继续游戏。与原版类似，玩家在地牢内无法进行永久保存。
该乐谱由关户刚和河盛慶次在植松伸夫监督下为任天堂DS重制版编曲。该原声音乐专辑由NTT出版于2006年发行，名为《最终幻想III 原声音乐》，收录了重新制作的音轨以及一些额外的音轨。
《最终幻想III》DS重制版的iOS移植版于2011年3月24日在App Store上发布。游戏玩法和图像都得到了改进，音效也进行了重制，但给其他玩家发送邮件的功能被移除，“洋葱骑士”这一职业需通过另一个任务获得。

## 发行
本作iOS重制版的Android移植版于2012年6月在Google Play上发布。同一版本的PlayStation Portable移植版于同年9月20日在日本以外地区以下载形式发布，并于当月晚些时候在日本发布。2013年4月，史克威尔艾尼克斯将Android版高清移植到Ouya游戏主机上作为首发游戏。Android版本也于2013年12月27日移植到Windows Phone平台上。
2014年5月27日，《最终幻想III》移动平台的高清移植版在西方国家于Steam平台发布。Steam版本于2020年2月28日在日本发布，同时所有版本均进行了更新，增加了自动战斗功能、战斗中的2倍速度模式、改进的用户界面以及16:9和21:9宽屏显示模式。

## 评价
《最终幻想III》重制版销量很高。IGN指出，“考虑到DS的受欢迎程度，人们对《最终幻想III》的兴趣也就不足为奇了”。该游戏在日本首周售出50万份，超过了史克威尔艾尼克斯最初预测的35万份。据Enterbrain称，截至2006年底《最终幻想III》重制版在日本已售出超过935,000份。截至2007年8月，这款游戏在日本已售出99万份，在北美售出46万份。截至2008年8月，游戏在欧洲已售出48万台。截至2008年8月，《最终幻想III》DS版本的全球总销量为193万台，而红白机和DS版本的全球总销量为333万台。截至2012年底，PSP移植版在日本已售出超过80,000份。
《最终幻想III》DS重制版的评价大多数是积极的，游戏在GameRankings上的总得分为77%。1UP.com将游戏玩法描述为专为热爱角色扮演游戏的玩家设计，指出虽然职业系统在原作基础上有了显著改进，但有时仍感觉限制很多。不过评论表示，重要的是将《最终幻想III》视为“历史的一部分和一部重要的系列作品”，称“核心RPG玩家”可能会比其他《最终幻想》系列更喜欢这款游戏，并将其称为“迄今为止最好的便携式RPG之一”。GameSpy认为，与史克威尔艾尼克斯最近的其他游戏相比，玩家的乐趣“完全取决于你是否想玩一款游戏机制明显过时、可能显得原始和不吸引人的游戏”，同时指出这款游戏“相当具有挑战性”，并补充说“有些人为这款游戏而生，但其他人可能会对游戏往往不友好的性质感到恼火”。
GameTrailers批评了游戏的简单情节和角色设定为通用化，但对游戏场景给予了称赞。它还指出，虽然玩家可能需要花费一些时间来磨练，但游戏提供了许多探索的区域。IGN将该游戏描述为一款可能会对现在主流的《最终幻想》粉丝来说是“令人惊讶地令人沮丧”，并指出虽然职业系统的独特概念在当时“简直让玩家眼前一亮”，但在当代环境中，与《最终幻想XII》的许可板系统相比，“几乎没有竞争力”。评论还认为重制版妨碍了游戏体验，称原本“只需几秒钟就能完成”的战斗现在“延长到了近一分钟”。另一个抱怨是关于该游戏在任天堂DS上的呈现，指出这款掌上游戏机的顶部屏幕在“游戏的75%时间”内处于非活动状态，甚至在这些时段仅显示艺术作品也会是一个更可取的选择。不过IGN称赞了游戏的画面和音乐，并表示从2D到3D的转变是“一个正确的选择”。
美国互动艺术与科学学院在第10届年度互动成就奖中提名《最终幻想III》为“年度最佳角色扮演游戏”。